# Сикс-Майл-Гров (тауншип, Миннесота)
Сикс-Майл-Гров (англ. Six Mile Grove) — тауншип в округе Суифт, Миннесота, США. На 2000 год его население составило 171 человек.

## География
По данным Бюро переписи населения США площадь тауншипа составляет 93,1 км², из которых 93,0 км² занимает суша, а 0,1 км² — вода (0,11 %).

## Демография
По данным переписи населения 2000 года здесь находились 171 человек, 63 домохозяйства и 51 семья. Плотность населения —  1,8 чел./км². На территории тауншипа расположено 66 построек со средней плотностью 0,7 построек на один квадратный километр. Расовый состав населения: 100,00 % белых.
Из 63 домохозяйств в 30,2 % воспитывались дети до 18 лет, в 77,8 % проживали супружеские пары, в 3,2 % проживали незамужние женщины и в 17,5 % домохозяйств проживали несемейные люди. 15,9 % домохозяйств состояли из одного человека, при том 4,8 % из — одиноких пожилых людей старше 65 лет. Средний размер домохозяйства — 2,71, а семьи — 3,02 человека.
27,5 % населения — младше 18 лет, 4,7 % — в возрасте от 18 до 24 лет, 31,6 % — от 25 до 44, 25,1 % — от 45 до 64, и 11,1 % — старше 65 лет. Средний возраст — 40 лет. На каждые 100 женщин приходилось 103,6 мужчин. На каждые 100 женщин старше 18 приходилось 106,7 мужчин.
Средний годовой доход домохозяйства составлял 42 083 доллара, а средний годовой доход семьи —  48 125 долларов. Средний доход мужчин —  28 750  долларов, в то время как у женщин — 20 000. Доход на душу населения составил 20 035 долларов. За чертой бедности не находилась ни одна семья и 0,6 % всего населения тауншипа, из которых 5,9 % старше 65 лет.